# Маркел Сусаета
Маркел Сусаета Ласкураин (шп. Markel Susaeta Laskurain; Еибар, 14. децембар 1987) је бивши шпански  фудбалер. Играо је на позицији крилног нападача.

## Успеси
Атлетик Билбао
- Суперкуп Шпаније (1) : 2015.[4] (финале: 2009)[5]
- Куп Шпаније: (финале: 2008/09, 2011/12, 2014/15)[6][7][8]
- Лига Европе: (финале: 2011/12)[9]